# Pseudotrachypus wallichii
Pseudotrachypus wallichii är en bladmossart som beskrevs av William Russell Buck 1994. Pseudotrachypus wallichii ingår i släktet Pseudotrachypus och familjen Trachypodaceae. Inga underarter finns listade i Catalogue of Life.